# بخش برککه
بخش برککه (به سوئدی: Bräcke kommun) یک ناحیه شهری در سوئد است که در شهرستان یمتلاند واقع شده‌است.

## خواهرخوانده
شهرهای Pedersören kunta، دهستان تاهوا، دهستان کارولا و کاسسا د لا سلبا خواهرخوانده‌های بخش برککه هستند.